# Eupithecia conjunctiva
Eupithecia conjunctiva is een vlinder uit de familie van de spanners (Geometridae). De wetenschappelijke naam van de soort is voor het eerst geldig gepubliceerd in 1895 door Hampson.
De soort komt voor in Afghanistan, India, Pakistan en Nepal op hoogtes van 1100 tot 3000 meter boven zeeniveau.